# Грабилин, Сергей Николаевич
Серге́й Никола́евич Граби́лин (15 сентября 1911, Рашевка, Гадячский район — 1985) — советский краевед, архивист, участник Великой Отечественной войны. Большую часть своей жизни посвятил сбору документов и материалов по истории Павлово-Посадского района и прилегающих городов. Внёс значительный вклад в создание Павлово-Посадского историко-художественного музея, а также выступил собирателем музейной коллекции.

## Биография
Сергей Грабилин родился 15 сентября 1911 года в селе Рашевка Гадячского района Полтавской области. С 1936 года проживал в Павловском Посаде, трудился на фабрике имени 10-летия РККА.
24 июня 1941 года поступил на службу в Красную армию. Во время Великой Отечественной войны С. Н. Грабилин воевал на Западном и Ленинградском фронтах. Являлся командиром пулемётной роты 4-й Гвардейской стрелковой дивизии. В наступлении на деревню Подлипки был тяжёло ранен пулями в голову, в грудь, а также в ногу.
После окончания войны Сергей Николаевич Грабилин, будучи инвалидом войны, работал в военкомате и на предприятиях Павловского Посада, в то же время активно вёл работу по поиску и сбору документов и материалов, которые связаны с историей Павлоского Посада, Павлово-Посадского района и Московской области.
Вместе с учителем 18-й школы Е. П. Горчаковой отправился в московские архивы в горком партии и в исполком горсовета с предложением о создании Краеведческого музея. Его предложение было поддержано. 13 декабря 1967 года он получил от Исполкома горсовета официальную справку о том, что ему поручено собирать исторические материалы для создания в городе краеведческого музея.
В течение четырёх лет Сергей Николаевич вместе с другими краеведами и старожилами Павловского Посада, откликнувшимися на его призывы, собирал исторические документы, старинные плакаты и фотографии, изделия местных фабрик, образцы ремесленных и хозяйственных товаров. кухонную утварь для выставки. 5 ноября 1971 года в здании колокольни Воскресенского собора состоялось торжественное открытие Краеведческого музея.
Долгое время работал в архивах и библиотеках. Статьи и очерки С. Н. Грабилина печатались в местных и областных периодических изданиях, а его выступления звучали в радиопрограммах.
Собранные С. Н. Грабилиным материалы представляют собой важный для района фонд, основная часть которого хранится в городском историко-художественном музее с 1985 года. Некоторые публикации Сергея Николаевича хранятся в краеведческих материалах Центральных библиотек МУК «ЦБС». Очерк краеведа под названием «Павловский Посад» был опубликован в краеведческом альманахе В. Ф. Ситнова «Вохонский район» (2009 год, № 9). Основой для Павлово-Посадской краеведческой энциклопедии первого и второго изданий стал архивный фонд Сергея Грабилина.
Скончался в 1985 году.

## Награды
- Медаль «За победу над Германией в Великой Отечественной войне 1941—1945 гг.»;
- Орден Красной Звезды (6 августа 1946);
- Орден Отечественной войны I степени (6 апреля 1985)[4].